# Teodor Rštuni
Teodor Rštuni  (staroarmensko  Թէոդորոս Ռշտունի, romanizirano T῾ēodoros Ṙštuni), enačen s Pasagnatom, "patrikiosom Armencev" iz kronike Teofana Spovednika, je bil armenski naharar (magnat), znan po upiranju prvim arabskim vdorom v Armenijo* 590, † 655 ali 656.
Potem ko so prejšnjega iškana (kneza) Davida Saharunija leta 638 ali 640 strmoglavili drugi nahararji, je Teodor Rštuni postal vodilni knez Bizantinske Armenije in od svojega predhodnika prevzel naziv iškan hajoc – armenski knez.

## Invazije Arabcev
Kronologija arabsko-muslimanskih invazij na Armenijo ni jasna, ker so podatki v arabskih in armenskih virih protislovni. Nekoliko bolj skladni so podatki o začetku vdorov v 640. letih in predaji  Teodorja Rštunija leta 653.
Pred arabskimi invazijami je bil Rštuni imenovan za sparapeta (vrhovnega poveljnika) armenskih sil v armenskem marzpanatu in leta 634 za marzbana Armenije. Skupaj z bizantinskim generalom Prokopijem sta leta 640  prvič uspešno obranila Armenijo pred invazijo Arabcev. Napačen manever je nato Arabcem  omogočil, da so izropali prestolnico Dvin in odpeljali 35.000 prebivalcev v suženjstvo. Bizantinski cesar Konstans II. leta 641 kljub temu upošteval nasvet armenskega katolikosa Nersesa III. iIn Teodorja imenoval za vrhovnega poveljnika armenskih čet in mu podelil naziv patrikiosa. Po zmagi nad Arabci ga je Konstans II. leta 643  priznal za vladarja Armenije. Ker mu ni uspelo uskladiti operacij s Prokopijem, je Prokopij doživel hud poraz, za katerega so Bizantinci krivili Teodorja.
Leta 642–643 in 650 so Armenijo napadli Arabci iz Atropatene, ki geografsko ustreza sedanjemu Azerbajdžanu. Konstans II. je posebno pozornost posvečal Armeniji, ogroženi domovini svoje družine, in podpiral bizantinske generale armenskega porekla, da bi ustavili prodiranje Arabcev. Soočen z bližajočo se izgubo province je vkorakal vanjo in preživel zimo 652–653 v Dvinu. Naslednje leto vrnil v Konstantinopel, vendar je v Armeniji pustil svojo vojsko. Triletni mir z Arabci se je leta 653 končal. Sledila mu je dokončna arabska osvojitev Armenije leta 654.
Konstans II. je poskušal Armencem vsiliti kalcedonske doktrine, kot je monoteletstvo, kar je užalilo tako njihovo duhovščino kot vladajočo elito. Ko je muslimanom leta 653 uspelo premagati preostale bizantinske vojaške enote, je Teodor Rštuni sodeloval pri izgonu Bizantincev in ponovno priznal muslimansko oblast pod zelo ugodnimi pogoji. Teodorjevo premirje s takratnim guvernerjem Sirije in bodočim kalifom Muavijo I. je Armeniji pustilo relativno visoko stopnjo avtonomije,  Arabci pa so svoja prizadevanja osredotočili na preostala žarišča upora v Sasanidskem cesarstvu. 
Druga kronologija omenja, da ja Rštuni leta 651 sklenil prvo premirje z Arabci in da je do leta 652 sprejel Muavijevo suverenost in bil imenovan za vladarja Armenije. 
Sovjetska Armenska enciklopedija iz leta 1978 navaja, da je Konstans II. v odgovor na izdajo Teodorja Rštunija osebno zbral svoje sile in jih vodil v Armenijo kljub temu, da mu  je v Konstantinoplu grozila zarota  armenskega poveljnika trakijske vojske. Konstans II. se je potem, ko je zavaroval Armenijo in odstavil Teodorja, zatekel na otok Akdamar na Vanskem jezeru. Nalogo, da brani armensko mejo, je dobil  Bizantinski poveljnik Mavrijan. Leta 654 je bil Mavrijan pregnan iz Armenije na Kavkaz, Teodor pa je bil ponovno postavljen za vladarja Armenije. Ko so se Arabci odločili, da Teodor ni več vreden zaupanja, so ga poslali v Damask, kjer je naslednje leto umrl v ujetništvu.
Alternativni datum smrti je leto 856. Umrl naj bi na muslimanskem pohodu, med katerim je bil odpeljan v Sirijo. Na položaju kneza ga je nasledil njegov zet  
Hamazasp IV. Mamikonjan. Teodorjevo truplo so prepeljali v njegovo domače okrožje Rštunik in ga pokopali v grobnici njegovih prednikov.

## Zapuščina
Po mnenju Manuka Abeghiana in številnih drugih poznavalcev se je priljubljenost Rštunija v Armeniji pokazala v liku Keṛi Torosa v epski pesnitvi David Sasunski. Armenski pisatelj Cerenc je napisal tudi zgodovinski roman z naslovom Teodor Rštuni.

## Dodatno branje
- Hovannisian, Richard G., ur. (1997). The Armenian People from Ancient to Modern Times: Volume I: The Dynastic Periods: From Antiquity to the Fourteenth Century. St. Martin's Press. ISBN 978-1403964212.